# فم السمكة الشائع
تم السمكة، تيسم أو فم السمكة الشائع أو حنك السبع أو أنف الثور أو أنف العجل (الاسم العلمي: Antirrhinum  majus) نوع نباتي ينتمي إلى جنس فم السمكة من الفصيلة الحملية.
يعد من نباتات الزينة المهمة، فهو يزرع بشكل واسع في الحدائق والبيوت، وهو نبات عشبي معمر، تبلغ طول قامته بين 0.5-1 م ونادرا ما يصل إلى 2 متر.
لا تتبع قانون مندل للسيادة التامة و انما تتبع قانون السيادة الغير تامة ( وهي التي تكون فيها الطراز المظهري للفرد الهجين مختلف عن الطرز المظهرية للأبوين حيث يتخذ طرزآ وسطآ بينهما بسبب أختلاط تعبير الأليلان ) فإذا حصل تزاوج بين نبات فم السمكة ذات الازهار البيضاء النقية مع الازهار الحمراء النقية فناتج التزاوج سيكون نبات ذا ازهار وردية اللون

## الموئل والانتشار
موطن هذا النوع بلاد الشام والمغرب العربي وتركيا وإسبانيا والبرتغال وفرنسا وإيطاليا.